# كارل ألفريد ريتر فون زيتل
كارل ألفريد ريتر فون زيتل (بالألمانية: Karl Alfred von Zittel)‏ (و. 1839 – 1904 م) هو عالم نبات، وإحاثي، وmalacologist، وأستاذ جامعي من ألمانيا .
وكان عضو في الأكاديمية الأمريكية للفنون والعلوم، والأكاديمية الروسية للعلوم، وأكاديمية سانت بطرسبرغ للعلوم، والأكاديمية البروسية للعلوم .
توفي في ميونخ ، عن عمر يناهز 65 عاماً.

## مناصب وهيئات
أدار جامعة فيينا، وجامعة لودفيش ماكسيميليان في ميونخ، ومعهد كارلسروه للتكنولوجيا.

## جوائز
حصل على جوائز منها:
- Wollaston Medal (1894)
- Bavarian Maximilian Order for Science and Art.

## روابط خارجية
- كارل ألفريد ريتر فون زيتل على موقع الموسوعة البريطانية (الإنجليزية)